# Arbeitskreis Blut
Der Arbeitskreis Blut des Bundesministeriums für Gesundheit und Soziale Sicherung (BMGS), abgekürzt AK Blut, ist am Robert Koch-Institut in Berlin angesiedelt und berät nach dem Transfusionsgesetz die Bundesregierung in Fragen der Sicherheit bei der Anwendung von Blut und Blutprodukten. Die Mitglieder des Gremiums werden aus den unterschiedlichsten fachlichen Disziplinen rekrutiert, deren Geschäftsstelle dann am Robert Koch-Institut angesiedelt ist. Die Geschäftsstelle organisiert die Arbeit des Gremiums und führt die Beschlüsse aus.
Internationale, anglifizierte Namen sind „German National Advisory Committee Blood“, „National Advisory Committee Blood (Deutschland)“ oder „Advisory Committee Blood (Deutschland)“.

## Geschichte der Gründung
Im September 1993 wurde der Arbeitskreis Blut am Robert-Koch-Institut in Berlin ins Leben gerufen. Den ersten Vorsitz führte 1993 der Hochschullehrer und Mikrobiologe Reinhard Burger. Als 1998 in der Bundesrepublik Deutschland das Transfusionsgesetz (TFG) aufgelegt wurde, das die Gewinnung von Blut, Blutbestandteilen und Blutprodukten sowie deren Anwendung am Menschen bei Bluttransfusionen regelt, wurde dort im § 24 auch der „AK Blut“ festgeschrieben. Die Mitglieder des Gremiums werden vom Bundesministerium berufen. Darüber hinaus bestimmt es den Vorsitzenden.

## Arbeitsweise, Berufung, Mitglieder
In seiner Arbeitsweise versteht sich der Arbeitskreis als ein Expertengremium, das die Behörden des Bundes und der Länder in den Fragen zur Sicherheit von Blut und Blutprodukten und damit zur sicheren Versorgung der Bevölkerung berät. Das Gremium setzt sich aus allen wichtigen Experten- oder Betroffenengruppen zusammen, so die Bundesärztekammer (BÄK), die Blutspendedienste des Deutschen Roten Kreuzes, die Arbeitsgemeinschaft der Ärzte staatlicher und kommunaler Bluttransfusionsdienste, das Bundesministerium der Verteidigung, die Aufsichtsbehörden der Länder (Bundesinstitut für Arzneimittel und Medizinprodukte), ferner die einschlägigen Fachgesellschaften, die pharmazeutische Industrie sowie der Verbände, in denen Patienten sich zusammengeschlossen haben (so etwa Interessengemeinschaft Hämophiler, Deutsche Hämophiliegesellschaft (DHG e.V.)) die regelmäßig Blutprodukte anwenden müssen. Beratend nehmen Vertreter folgender Institutionen und Verbände teil: das Robert Koch-Institut, das Paul-Ehrlich-Institut, die Deutsche Stiftung Organtransplantation, das Bundesinstitut für Arzneimittel und Medizinprodukte, der Spitzenverband Bund der Krankenkassen, das European Directorate for the Quality of Medicines and Healthcare.
Seine Ergebnisse veröffentlicht die Forschungseinrichtung Ergebnisse seiner Beratungen zu aktuellen Aspekten der Transfusionsmedizin und Transfusionssicherheit als sogenannte Voten. Diese werden im Bundesgesundheitsblatt bzw. Bundesanzeiger veröffentlicht. Über Inhalt und Ablauf der Beratungen besteht aber für Mitglieder die Pflicht zur Verschwiegenheit.
Nach § 1 der Geschäftsordnung – sie wurde auf der 72. Sitzung des Arbeitskreises Blut am 30. März 2012 verabschiedet und ersetzt eine ursprünglichere Fassung vom 17. September 1998 – werden die Mitglieder des Arbeitskreises Blut und ihre Stellvertreter vom Bundesministerium für Gesundheit auf eine Dauer von 3 Jahren berufen, dies gilt auch für die Amtsdauer des Vorsitzes, der vom Bundesministerium für Gesundheit bestimmt und berufen wird. Die Mitgliedschaft beginnt mit dem Tag der ersten Sitzung nach der Berufung und endet spätestens am Tag vor der ersten Sitzung des neu berufenen Arbeitskreises Blut. Mitglieder und Stellvertreter können jederzeit schriftlich ihr Ausscheiden gegenüber dem Bundesministerium für Gesundheit erklären.
Die Sitzungen des „AK Blut“ werden nach § 4 der Geschäftsordnung von dem jeweiligen Vorsitzenden nach Bedarf, in der Regel zwei- bis dreimal im Jahr einberufen. Nach § 7 Abs. 2 ist der „AK Blut“ dann beschlussfähig, wenn alle Mitglieder geladen und mehr als die Hälfte der Mitglieder anwesend ist.
Alle nach dem 8. November 2000 veröffentlichten Voten sind auch auf Englisch verfügbar. Die Verlautbarungen, also Voten des Arbeitskreises Blut sind kontinuierlich in Bezug auf Auswirkungen auf die Richtlinienarbeit der Bundesärztekammer in seinen „Richtlinien zur Gewinnung von Blut und Blutbestandteilen und zur Anwendung von Blutprodukten (Hämotherapie) (RiliBÄK-Blut)“ zu prüfen. Obgleich die Voten keine rechtliche bindende Wirkung haben, entfalten sie dennoch über die „RiliBÄK-Blut“ der Bundesärztekammer sowie nach den §§ 12 und 18 des „TFG“ anwendungsbezogene Wirkungen. Aber auch in den mitwirkenden Fachgesellschaften, etwa den Blutspendediensten, den Arzneimittelherstellern, setzen im Allgemeinen die Ergebnisse aus den Voten direkt in ihren Standardanweisungen (SOP), Standard Operating Procedures um.
Seit dem Jahre 2014 ist die Hochschullehrerin und Transfusionmedizinerin Ruth Offergeld Vorsitzende des „AK Blut“. Frau Offergeld war vom Jahre 2002 bis 2014 Geschäftsführerin im „AK Blut“.

## Die einzelnen Vota (Auswahl)
Die einzelnen Vota (umgangssprachlich auch Voten, zu Votum consultativum oder Gutachten):
- Votum 45 (05.2015)

Feststellung der Spendereignung und Spendetauglichkeit von Hämochromatose Merkmalsträgern
- Votum 44

Hygienebedingungen bei Spendeprozessen und deren mikrobiologische Überwachung" (siehe § 31 Absatz 4 AMWHV)
- Votum 43 (11.2012)

Aktualisierung des Votums 16 „Mindestanforderungen an die mikrobiologische Kontrolle von Blutkomponenten zur Transfusion“
- Votum 42 (11.2012)

Aktualisierung der Voten 34 und 35 „Verfahren zur Rückverfolgung („look back“) (gemäß § 19 Transfusionsgesetz)“ vom 14. Juni 2006 im Hinblick auf Hepatitis-B-Infektionen
- Votum 41 (06.2010)

Verwendung eines einheitlichen Fragebogens für Blut- und Plasmaspender
- Votum 40 (11.2009)

Bundesgesundheitsblatt 1, 2010 S. 84
- Aufrechterhaltung der Blutversorgung bei einer Influenza-Pandemie

- Votum 39 (01.2009)

Maßnahmen zur Vermeidung der transfusionsinduzierten Lungeninsuffizienz (TRALI)
- Votum 38 (06.2008)

Bundesgesundheitsblatt 12, 2008 S. 1484
Festlegung der Haltbarkeitsfrist von Thrombozytenkonzentraten mit dem Ziel der Reduktion lebensbedrohlicher septischer Transfusionsreaktionen durch bakterielle Kontamination (PDF, 298 kB)
- Votum 37 (06.2008)

Bundesgesundheitsblatt 10, 2008 S. 1219
Meldung von Spendern mit Antikörpern gegen das Hepatitis-B-Core-Antigen (Anti-HBc)
- Votum 36 (10.2007)

Bundesgesundheitsblatt 12, 2007 S. 1591
Verwechslungssichere Dokumentation durch einheitlichen Kennzeichnungscode für Blutkomponenten in Deutschland
- Votum 35 (11.2006)

Bundesgesundheitsblatt 2, 2007 S. 246–247
Ergänzung zum Votum 34 "Verfahren zur Rückverfolgung („look back“) (gemäß § 19 Transfusionsgesetz)" vom 14. Juni 2006
- Votum 34 (06.2006)

Bundesgesundheitsblatt 9, 2006 S. 940–957
Verfahren zur Rückverfolgung („look back“)
- Votum 33 (01.2006)

Vorgehensweise bei Variante Creutzfeldt-Jakob-Krankheit (vCJK) im Zusammenhang mit Blut, Plasma und Blutprodukten
- Votum 32 (03.2005)

Aktuelle Empfehlungen zur autologen Hämotherapie
- Votum 31 (03.2005)

Erhöhung der Sicherheit von zellulären Blutkomponenten und quarantänegelagertem Frischplasma durch Untersuchung der Blut- und Plasmaspenden auf Antikörper gegen das Hepatitis-B-Core-Antigen (Anti-HBc)
- Votum 30 (10.2003)

Verzicht auf die Bestimmung der Alanin-Aminotransferase (ALT) als Freigabekriterium für Blutkomponenten zur Transfusion und Plasma zur Fraktionierung
- Votum 29 (05.2003)

Studentische Ausbildung in Transfusionsmedizin und Hämostaseologie (Hämotherapie)
- Votum 28 (11.2002)

Reduzierung des Zeitraums der Quarantänelagerung für gefrorenes Frischplasma (GFP) von 6 Monaten auf 4 Monate
- Votum 27 (07.2002)

Einführung des „Predonation Sampling“
- Votum 26 (10.2001)

Zur europäischen Diskussion über die Aufwandsentschädigung für Blut- und Plasmaspender
- Votum 25 (04.2001)

Empfehlung zur Einführung eines neuen Querschnittsbereichs mit Pflichtveranstaltung "Transfusionsmedizin mit Hämostaseologie" im Rahmen der Novellierung der Approbationsordnung
- Votum 24 (12.2000)

Verfahren zur Rückverfolgung („look back)“ – gemäß § 19 Transfusionsgesetz und Laborschemata
- Votum 23 (05.2000)

Empfehlung zum Meldewesen nach Transfusionsgesetz § 22 (Epidemiologische Daten): Erratum (V23)
III. Labordiagnostik beim Blutspenderscreening zur Abklärung einer Hepatitis C-Virus Infektion
- Votum 22 (11.1999)

Empfehlung zum Meldewesen nach Transfusionsgesetz § 22 (Epidemiologische Daten)
Labordiagnostik beim Blutspenderscreening zur Abklärung einer HIV-, HBV- oder HCV-Infektion
II. Labordiagnostik beim Blutspenderscreening zur Abklärung einer Hepatitis B-Virus Infektion
III. Labordiagnostik beim Blutspenderscreening zur Abklärung einer Hepatitis C-Virus Infektion
Meldebögen nach § 22 Transfusionsgesetz
Nationaler Erhebungsbogen zum Infektionsscreening bei Blut- und Plasmaspendern: Datenbogen für Testergebnisse positiver Spender – Version 2002
Nationaler Erhebungsbogen zum Infektionsscreening bei Blut- und Plasmaspendern – Version 2002
Spenderdatenbogen – Version 2002 in Zusammenhang mit positivem Markerbefund
- Votum 21 (09.1999)

Ergänzende Empfehlungen zur Testung von Blut- und Plasmaspenden und zum Rückverfolgungsverfahren
HIV-Untersuchungsschema zum Rückverfolgungsverfahren
HCV-Untersuchungsschema zum Rückverfolgungsverfahren
HBV-Untersuchungsschema zum Rückverfolgungsverfahren
- Votum 20 (09.1998)

Testung von Blutspenden auf Hepatitis-C-Virus mit Nukleinsäure-Nachweis-Techniken
- Votum 19 (03.1998)

Nukleinsäure-Nachweistechniken in der Transfusionsmedizin: Voraussetzungen
- Votum 18 (09.1997)

Nukleinsäure-Nachweistechniken in der Transfusionsmedizin: Voraussetzungen
- Votum 17 (09.1997)

Koordiniertes Meldewesen und Meldebögen: Ergänzung und Aktualisierung der Empfehlung (Ergänzung zum Votum des Arbeitskreises Blut vom 16. Mai 1994, "Zehn-Punkte-Empfehlung zur Etablierung eines Koordinierten Meldewesens", Bundesgesundheitsblatt 7/1994, S. 319)
Empfehlungen zu Nachuntersuchungsproben von therapeutischen Blutkomponenten und Rückstellproben von Plasmapools
- Votum 16 (07.1997)

Mindestanforderungen zur Sterilitätstestung von Blutkomponenten
Bei der 21. Sitzung des Arbeitskreises Blut am 16. Januar 1997 wurde folgendes Votum (V 15) verabschiedet.
- Votum 15 (01.1997)

Transfusionsmedizinische Ausbildung im Medizinstudium
- Votum 14 (09.1996)

Empfehlungen zur Rückverfolgung („look back“) infektionsverdächtiger Plasmaspenden für Plasma zur Fraktionierung
- Votum 13 (05.1996)

Ergänzung zu Empfehlungen des Arbeitskreises Blut zum Vorgehen bei reaktiven Screeningtests auf HIV- oder HCV-Antikörper bzw. HBV-surface-Antigen bei Blut- und Plasmaspenden
Chargenbezogene Dokumentation von Blutprodukten
- Votum 12 (01.1996)

Stellungnahme zu Rückrufaktionen wegen der Gefahr einer Übertragung von Creutzfeldt-Jakob-Erkrankung durch Blutprodukte
- Votum 11 (10.1995)

Hyperimmunplasma (Plasma für besondere Zwecke) zur Herstellung von Hyperimmunglobulinen (speziellen Immunglobulinen)
- Votum 10 (09.1995)

Verbesserung von Screeningtesten für den Nachweis von Infektionserregern und Risikoabwehr
(Vorgehen bei Änderung der Zulassung)
Verantwortlichkeit von fort- oder weitergebildeten Ärzten für transfusionsrelevante Immunhämatologie
- Votum 9 (06.1995)

Empfehlungen zum Vorgehen bei reaktiven Sreeningtests auf HIV- oder HCV-Antikörper bzw. HBV-surface-Antigen bei Blut- und Plasmaspenden.
(Ergänzung und Modifikation der "Empfehlungen der Ad-hoc-Kommission des Arbeitskreises Blut zum Rückverfolgungsverfahren („look back“) für Einzelspender und Kleinpool-Blutpräparate", als Votum des Arbeitskreises Blut veröffentlicht im Bundesgesundheitsblatt 37/12 (1994) 513.)
Empfehlung zu Bestellung und Aufgaben von Transfusionsverantwortlichen, Transfusionsbeauftragten, Transfusionskommissionen und Arbeitskreisen für Hämotherapie
Verwerfen von nicht-verwendeten Eigenblut-Spenden und Ablehnung gerichteter Spenden
- Votum 8 (05.1995)

Verhinderung von bakterieller Kontamination bei Blutkonserven
- Votum 7 (11.1994)

Vorgehen bei Änderung der Zulassung von Screening-Tests auf Antikörper gegen HIV
- Votum 6 (09.1994)

Verringerung des Übertragungsrisikos von Hepatitis B durch Testung auf anti-HBc-Antikörper
Kennzeichnung von Blutprodukten zur Erleichterung der Chargendokumentation beim Anwender
Empfehlungen der Ad hoc-Kommission des Arbeitskreises Blut zum Rückverfolgungsverfahren („look back“) für Einzelspender und Kleinpool-Blutpräparate
Mindestvoraussetzungen für Eigenblutherstellung (in Ergänzung zum Votum des Arbeitskreises Blut vom 14. März 1994, veröffentlicht im Bundesgesundheitsblatt 4/1994, S. 176).
- Votum 5 (07.1994)

Nutzung von PPSB-Präparat Beriplex nur bei vitaler Indikation
- Votum 4 (05.1994)

Minderung des Infektionsrisikos bei Blut und Blutprodukten durch optimiertes Screening von Spendern
Chargendokumentation bei der Anwendung von rekombinantem Faktor VIII. Zehn-Punkte-Empfehlung zur Etablierung eines koordinierten Meldewesens
- Votum 3 (03.1994)

Quarantänelagerung von Plasma für die Fraktionierung
Quarantänelagerung von durch frequente Plasmapherese gewonnenem Frischplasma. Anforderungen an Leiter von Blut- und Plasmaspendeeinrichtungen. Chargendokumentation für Albumin
Empfehlungen zur Eigenblutspende.
Stellungnahme zur gerichteten Blutspende und Verwandtenspende
- Votum 2 (01.1994)

Effiziente behördliche Kontrolle von Blutspende- und Plasmaspende-Institutionen
Begrenzung der Poolgröße bei der Verarbeitung von Blutplasma
Bewertung des HIV-1-p24-Antigen-Tests bei Blut- und Plasmaspenden
- Votum 1 (11.1993)

Aufwandsentschädigung für Blut- und Plasmaspender
Ausschluss von Drogenabhängigen aus der Spenderpopulation Weitergabe von Daten HIV-positiver Spender an andere Blut- und Plasmaspendedienste